# 이타쿠라 시게야스
이타쿠라 시게야스(일본어: 板倉重泰, 1691년 6월 20일 ~ 1718년 12월 15일)는 일본 에도 시대의 다이묘로, 후쿠시마번의 번주이다. 관위는 종5위하, 이즈모노카미이다. 시게마사 류 이타쿠라 가(重昌流板倉家) 제5대 당주.
겐로쿠 4년(1691년), 후쿠시마 번의 초대 번주인 이타쿠라 시게히로의 맏아들로 태어났다. 교호 2년(1717년), 아버지 시게히로가 은거하면서 번주직을 계승하였으나, 취임한 지 1년 만에 28세의 나이로 사망하였다. 자식이 없어 단난 번주 다카기 마사노부의 둘째 아들인 가쓰사토를 양자로 맞이하게 되었다.
| 전임 이타쿠라 시게히로 | 제2대 후쿠시마번 번주 (이타쿠라 가문) 1717년 ~ 1718년 | 후임 이타쿠라 가쓰사토 |